# Santa Ana (linjeskepp)

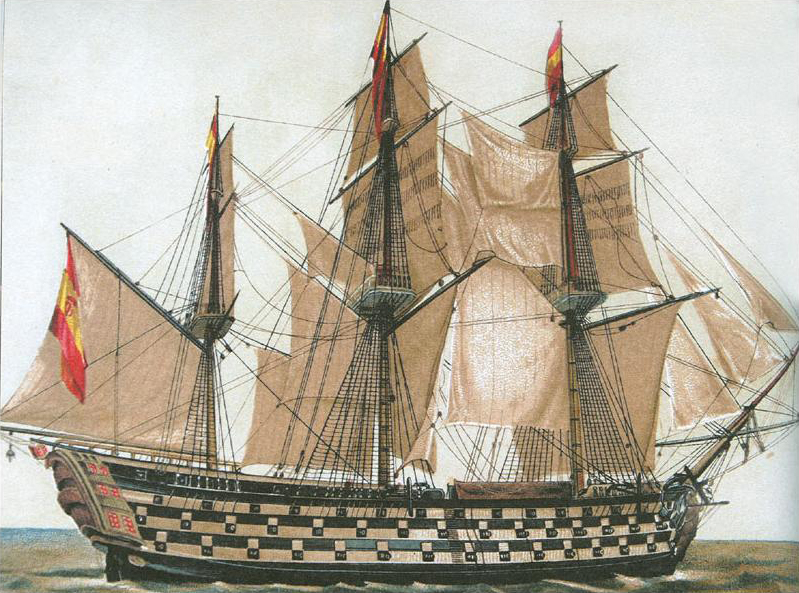
Santa Ana

Santa Ana var ett spanskt tredäckat linjeskepp som deltog i slaget vid Trafalgar den 21 oktober 1805. Befälhavare var viceamiral Ignacio de Alava, Guvernör på Manilla. Santa Ana ledde den främsta linjen i befälhavaren Villeneuves på Bucantaure anfallsplaner. Den bestod av fyra väl sammansvetsade skepp i den allierade fransk-spanska flottan.

## Fartyget
Hon var en tredäckare, svartmålad, nyligen belagd med koppar och hade i teorin 112 kanoner med trettio stycken 36-pundare, trettiotvå stycken 24-pundare, trettiotvå stycken 12-pundare och arton stycken 8-pundare. 12 stycken 8-pundare hade bytts ut mot tjugu karronader. Detta var en modern lättare kanon, som var mer lättmanövrerad och gick på band och inte krävde så många man och sköt snabbare än andra kanoner. Den var mycket efterfrågad, bland annat av Napoleon I. Engelska flottan hade fler skepp än den Förenade flottan. Varje engelskt linjeskepp hade flera på quarterdeck. karronaden var testad i England så långt tillbaks som 1779. En 32-punds karronad vägde ungefär som en 6-pundare men gav mycket kraftigare eld. I övrigt fanns på båda sidor närstridsvapen i stor mängd. Man trodde att det skulle avsluta striden.

## Insats i slaget vid Trafalgar
Viceamiral Alava ledde fyra skepp. 74-kanoners Fougueux med befälhavaren Louis-Alexis Baudoin, som sekunderade Santa Ana. Monarca med befälhavaren Féodoro de Argumosa och det nybyggda Pluton med 74 kanoner under Commodore Julien Cosmao-Kerjulien från Bretagne.
Efter inledande allierad eld var Santa Ana det första fartyg som besköts. Viceamiral Cuthbert Collingwood på snabbseglade Royal Sovereign gick först in i striden - före Nelson mot dennes planer. Vind och förvirring på bägge sidor med smärre sammanstötningar mellan spanska skepp ledde till det.
Collingwood lade sig mellan Santa Ana och Fougueux och skulle ge dem varsin bredsida. Fougueux vände sin bredsida till och blev beskjuten. Dess mast och rigg förstördes och manskapet på övre däck dödades. Under däck klarade sig bättre. Royal Sovereign "krattade" Santa Anas akter med 50 kanoner. 100 man och 14 kanoner förstördes på Santa Ana. Fartygen var så nära att deras bommar hakade fast i varandra. En till bredsida träffade Santa Ana. Besättningen flydde över till andra sidan i skydd. Royal Sovereign träffades allvarligt av Santa Anas nedre däck. 6 skepp hjälpte Santa Ana.
De stred i en timme. Royal Sovereign segrade med knapp marginal. 104 dödades på Santa Ana och 137 skadades när Royal Sovereign öppnade eld. Inte 350-400 som sagts av Alava och andra senare. Förskräckelsen över styrkan i anfallet ledde troligen till feluppskattningar. Engelska Mars besköts av Santa Ana och Pluto. Mars drev hjälplöst mot Santa Ana. Santa Ana angrep också skeppet närmast bakom Victory, Teme'raire med kapten Eliab Harvey. Klockan 13.15 låg Santa Ana nedanför Royal Sovereign inblandad i strid. 47 man på Royal Sovereign hade dödats och 94 skadats. Nelson var skadad och Collingwood tog befälet mellan 14.20-15.00-tiden. Collingwood mottog Alavas svärd, som en budbärare kom med efter, att Collingwood skickat en budbärare i sin tur till Vice Amiral Alava. Collingwood var human och instruerade budbäraren att sköta om Alava väl.
Fartyget bogserades in till Cadiz. Man försökte göra en motattack och fly men misslyckades. Det var hårt väder och de tillfångatagna skeppen var stridsodugliga. Santa Ana var viceamiral Collingwoods prisskepp. Han fick ersättning för det. Vice Amiral Alava togs svårt skadad från skeppet men han lyckades fly. Collingwood misslyckades med att förhandla ut honom. Alava hävdade att han flytt och inte var krigsfånge. Han efterträdde Gravina i Cadiz 1806 och blev guvernör i Havanna 1810.